# Väderbrunn

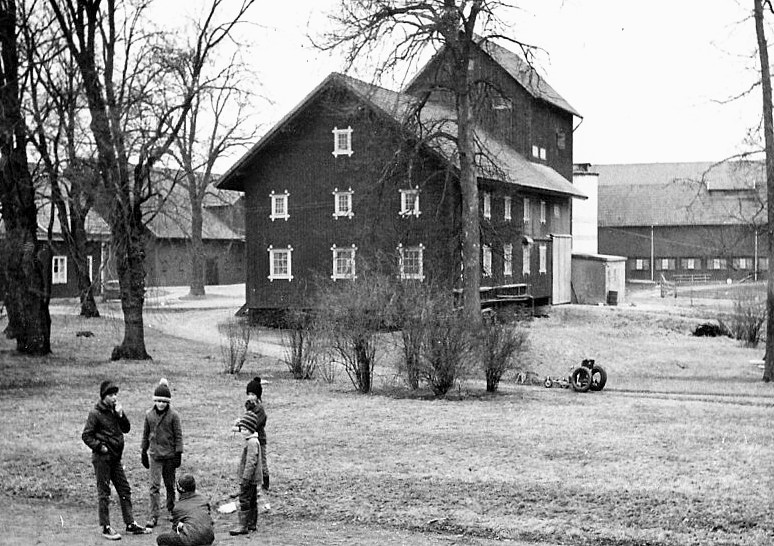
Väderbrunns ekonomibyggnader, 1967.

Väderbrunn är en kungsladugård i Bergshammars socken, Södermanlands län, väster om Nyköping.
Väderbrunn var ursprungligen ett befäst slott, omgivet av vallgravar, troligen från tidig medeltid. Det tillhörde på 1600-talet Willem Momma, men reducerades av kung Karl XI och anslogs till landsstatens avlöning. År 1841 uppfördes en ny mangårdsbyggnad på det gamla slottets grund, i vilken samma år inrättades en lantbruksskola med Johan Theofil Nathhorst som föreståndare. Södermanlands läns lantbruksskola var förlagd dit fram till 1890, varefter Väderbrunn utarrenderats till olika personer.
Idag finns huvudbyggnaden som uppfördes 1841 bevarad, liksom en äldre timrad bod, i övrigt härrör ekonomibyggnader och arbetarbostäder från början av 1900-talet.